# Хенрайко (окръг, Вирджиния)
Окръг Хенрайко (на английски: Henrico County) е окръг в щата Вирджиния, Съединени американски щати. Площта му е 635 km², а населението - 262 300 души (2000). Административен център е град Ричмънд.